# دقوق آباد
دقوق آباد روستایی از توابع بخش نوق شهرستان رفسنجان در استان کرمان ایران است. این روستا در فاصلهٔ ۸۰ کیلومتری شهرستان رفسنجان، ۳۵ کیلومتری شهر انار و ۷۰ کیلومتری شهرستان بافق یزد قرار دارد. جمعیت روستا ۱۲۰۰ نفر می‌باشد و در زمان دفاع مقدس، ۲۰ شهید تقدیم نظام جمهوری اسلامی کرده است که از شاخص ترین شهدای آن، عارف شهید سردار حاج علی محمدی پور فرمانده گردان ۴۱۰ می باشد.
شهرستان رفسنجان به عنوان قطب پسته کشور و حتی شناخته شده ی جهانی، به طبع محصول کشاورزی منطقه نوق و روستای دقوق آباد پسته می‌باشد.
روستای دقوق آباد دارای سه محیط آموزشی (مدرسه)،دو محیط ورزشی(زمین چمن مصنوعی و سالن سرپوشیده)، جامعه القرآن ، کتابخانه ، سه مسجد و نمایندگی اداره مخابرات می باشد.
هر ساله در ایام محرم، روز تاسوعا علم گردانی در پایین دِه و بالای دِه به صورت جداگانه انجام میشود و روز عاشورا هیئت مردمی زنجیر زنی اجتماع میکنند و از مسجد جامع به سمت مسجد امام(ره) به صف میشوند. مراسم تعزیه خوانی هم هرساله در کنار گلزار شهدا برگزار میشود.
اماکن ساحتی و زیارتی: 
گلزار شهدای دقوق آباد
مزار پیر مراد (قبرستان قدیمی)
دره انجیر
در لغت‌نامهٔ دهخدا این روستا بدین شرح معرفی شده‌است: دهی است از دهستان نوق شهرستان رفسنجان. سکنهٔ آن ۱۳۰تن. آب آن از قنات و محصول آن غلات، پسته و پنبه است.
در فرهنگ جغرافیایی ایران نیز در معرفی روستا چنین آمده‌است: شغل زراعت و گلیم بافی، (مذهب) شیعه و (زبان) فارسی.

## جمعیت
این روستا در دهستان بهرمان قرار دارد و براساس سرشماری مرکز آمار ایران در سال ۱۳۸۵، جمعیت آن ۸۳۳ نفر (۲۲۳خانوار) بوده‌است. از جمله اماکن سیاحتی و زیارتی در این روستا می‌توان مزار پیرمراد و دره انجیر را نام برد.
دهیار: جناب آقای عسکری